# Toeristische autoroute

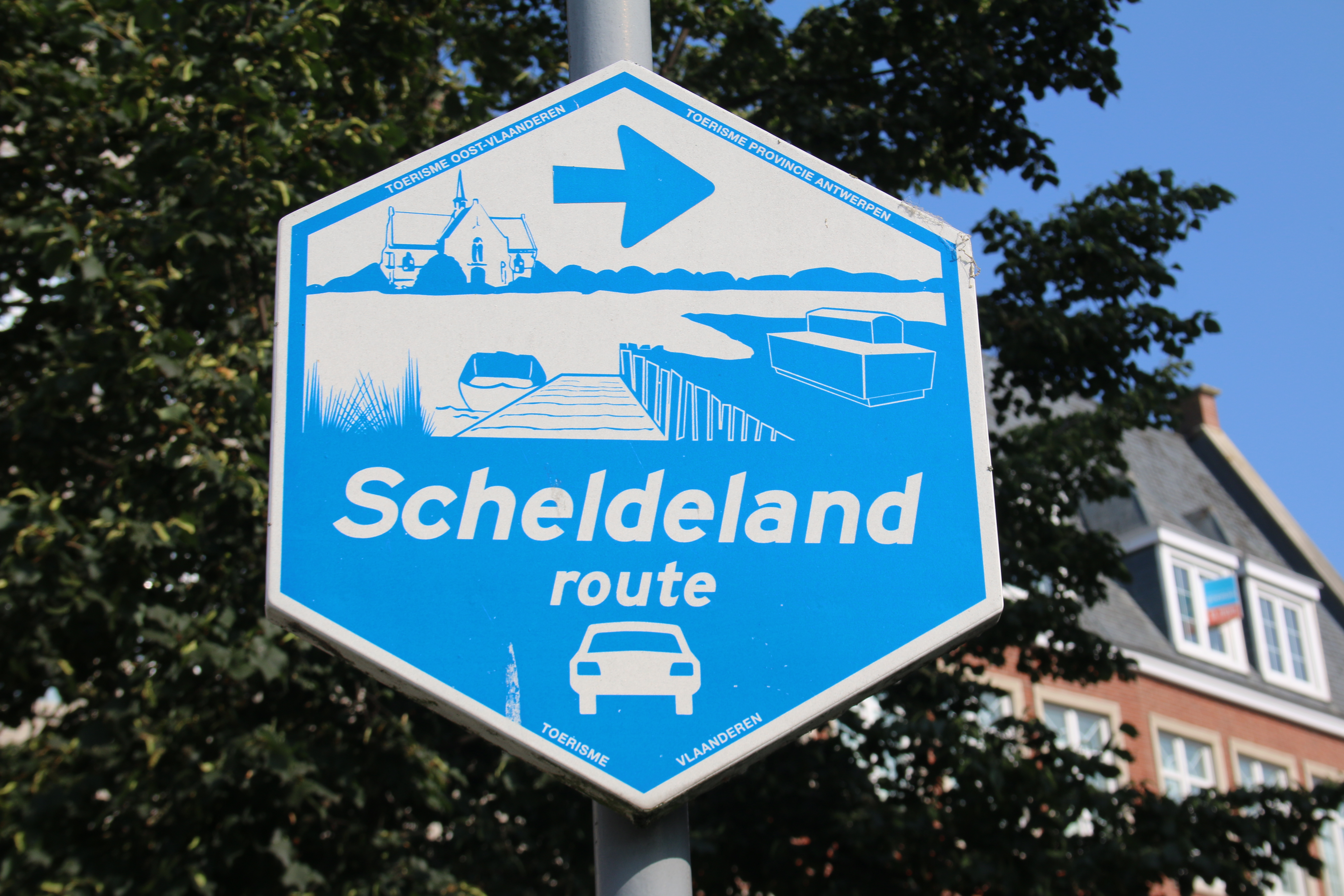
Scheldelandroute

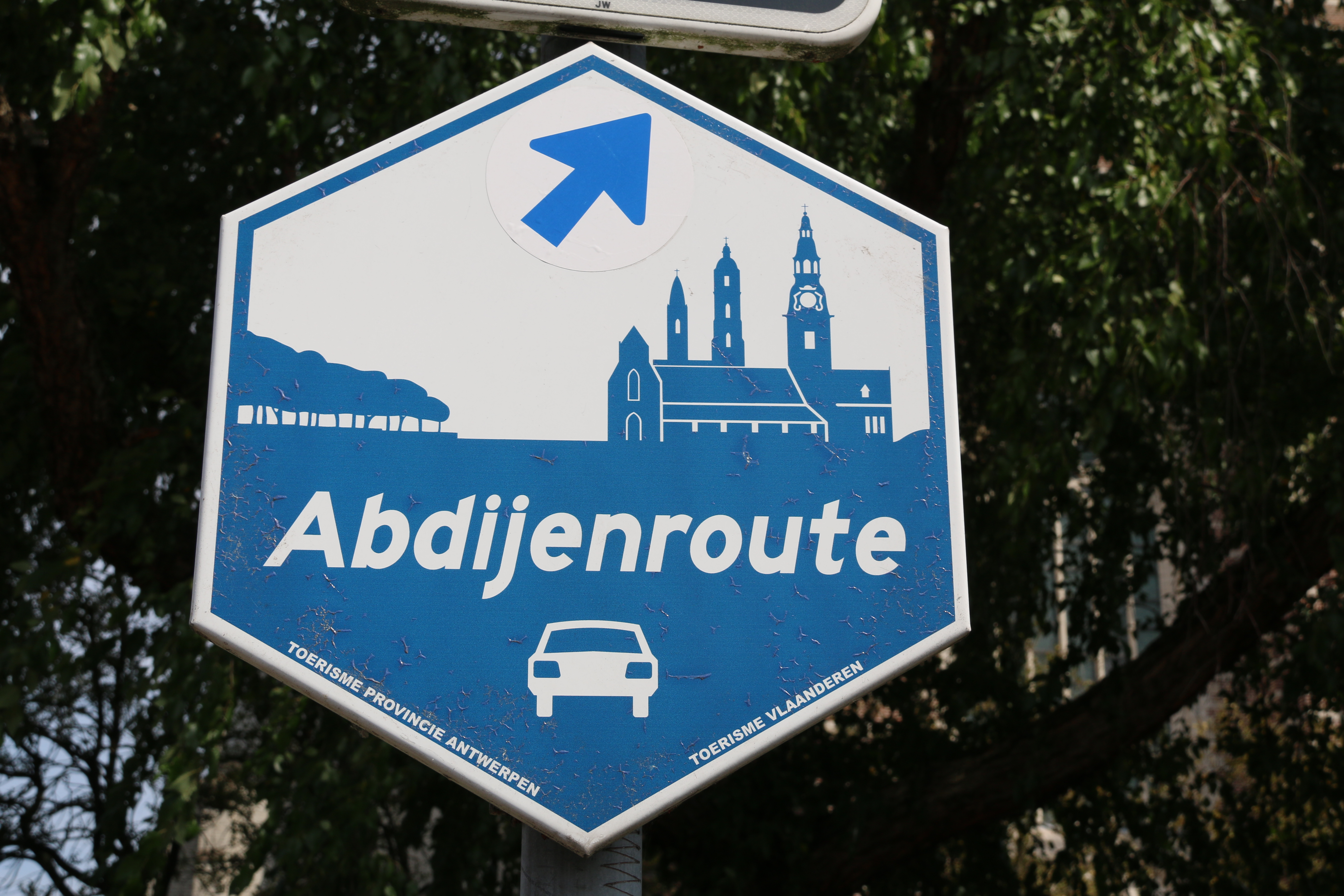
Abdijenroute

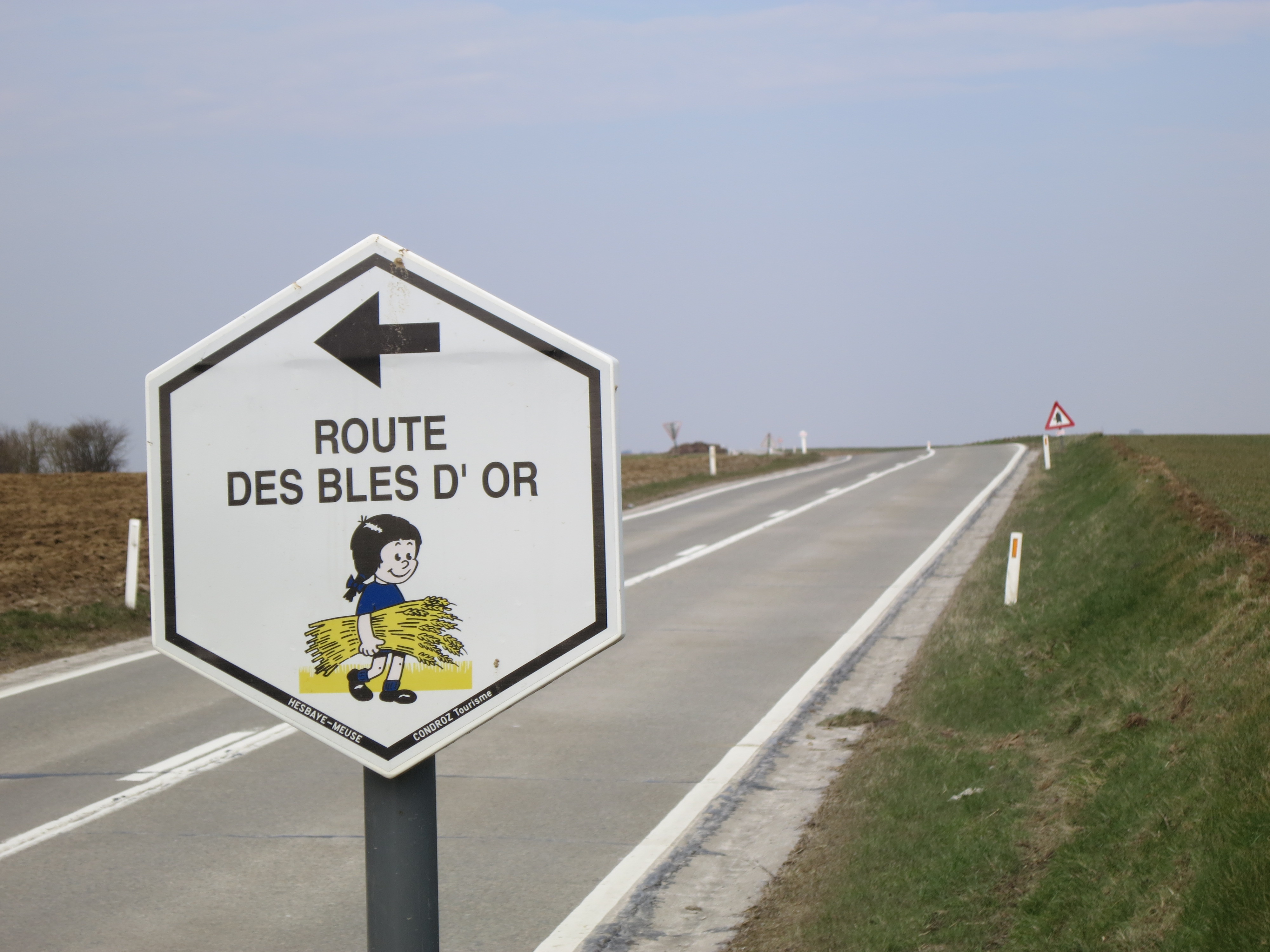
Route des Blés d'Or

Een toeristische autoroute is een speciaal uitgestippeld parcours om met de auto een bepaalde streek en de bezienswaardigheden ervan te bekijken via een bewegwijzerde route. 

## België
De meeste toeristische autoroutes ontstonden vanaf de jaren 1970. Ze werden meestal bewegwijzerd met (in Vlaanderen blauw-witte) zeshoekige borden. Van verschillende routes worden de borden niet meer onderhouden of vervangen.
- Vlaamse Ardennenroute
- Uilenspiegelroute (ook in Zeeuws-Vlaanderen)
- Reynaertroute (en Reynaertroute Zuid) (ook in Zeeuws-Vlaanderen)
- Scheldelandroute
- Krekenroute (ook in Zeeuws-Vlaanderen)
- Denderroute Zuid
- Pallieterlandroute
- Taxandriaroute (ook in Noord-Brabant)
- Voor- en Noorderkempenroute
- Abdijenroute
- Romeinse weg Bavay-Velzeke (ook in het Franse Noorderdepartement)
- Smokkelroute
- Molenlandroute
- Houtlandroute
- Streuvelsroute
- Permekeroute
- Bachten-de-Kuperoute
- Frontlevenroute
- IJzerfrontroute
- Niemandslandroute
- Pionierroute
- Vrij Vaderlandroute
- Ypres Salientroute
- Midden-Limburgroute
- Teutenroute
- Haspengouwroute
- Groenmetropoolroute (ook in Noordrijn-Westfalen en Nederlands Limburg) [2]
- Route des Blés d'Or
- Route des Panoramas
- Route des Légendes
- Route Hesbaye insolite
- Route des Sources
- Route Buissonnière
- Route Romantique
- Route des Châteaux
- Route des Vergers
- Route Sommets Lienne-Amblève
- Route Fagnes et Lacs/Venn und Seen Route
- Route du Maquis [3]
- Ourtalroute
- Circuit Charlemagne
- Route des Collines
- Route Paysagère
- Route Forestière
- Route Jolie vers l'Ardenne
- Route Rièzes et Sarts
- Route Guerre de la Vache
- Route Arthur Masson
- Route des Paysages Insolites
- Route du Tabac
- Route Napoléon en Wallonie [4]

## Nederland

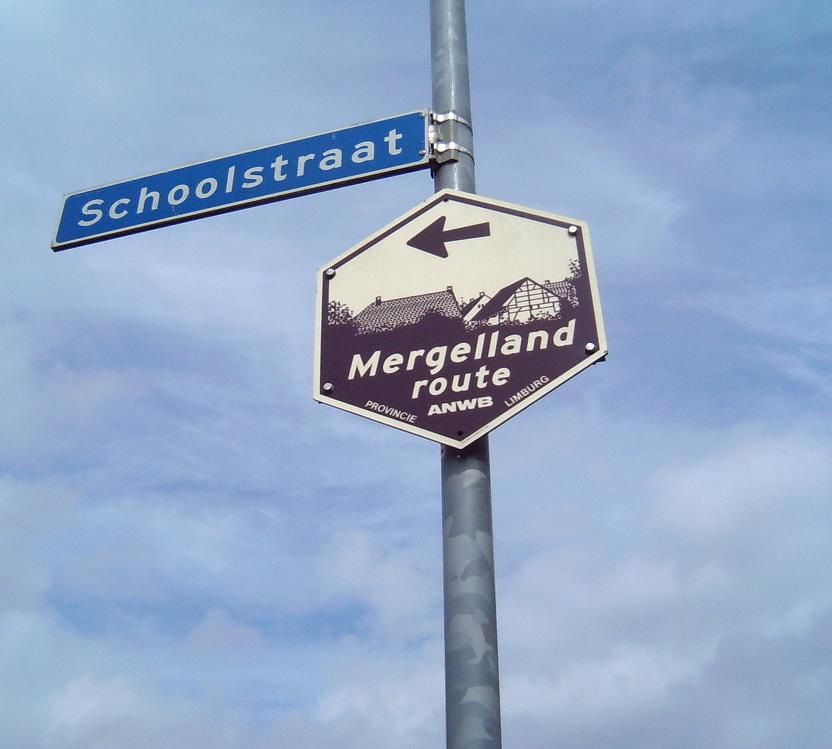

In Nederland ontwierp de ANWB vanaf de jaren 1960 circa zevenenveertig toeristische autoroutes. Ze werden bewegwijzerd met witte zeskantige borden met blauwe (later bruine) opdruk. In de loop der jaren zijn er een aantal opgeheven, deels op verzoek van gemeente- en provinciebesturen. Vanaf 2015 werden de meeste borden weggehaald, 23 routes waren daarna digitaal te raadplegen. 
Vier ANWB-routes bleven bewegwijzerd:
- Mergellandroute
- Sagenlandroute
- Hamalandroute
- Sallandroute

De KNAC heeft ook een Vestingstedenroute.

## Duitsland
- Alte Salzstraße
- Badische Spargelstraße
- Badische Weinstraße
- Bertha Benz Memorial Route
- Burgenstraße
- Deutsche Edelsteinstraße
- Deutsche Weinstraße
- Deutsche Fährstraße
- Deutsche Fehnroute
- Deutsche Hopfenstraße
- Deutsche Uhrenstraße
- Deutsche Vulkanstraße
- Deutsche Fußball Route NRW
- Deutsche Fachwerkstraße
- Deutsche Märchenstraße
- Deutsche Alleenstraße
- Deutsche Limes-Straße
- Deutsche Alpenstraße
- Deutsche Spielzeugstraße
- Deutsche Tonstraße
- Europäische Route Backsteingotik
- Glasstraße
- Grüne Straße-Route Verte
- Historischer Ochsenweg
- Hohenzollernstraße

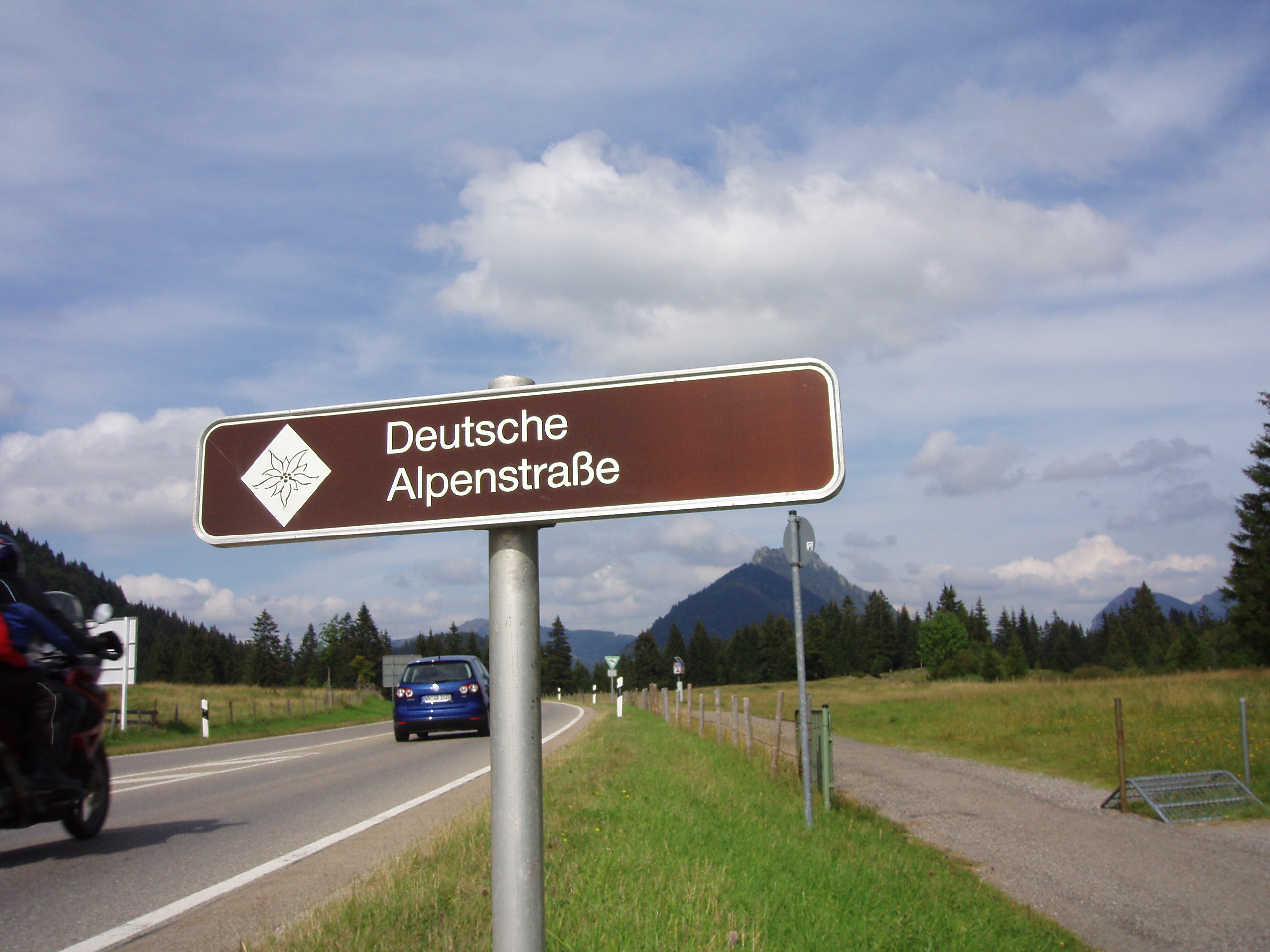

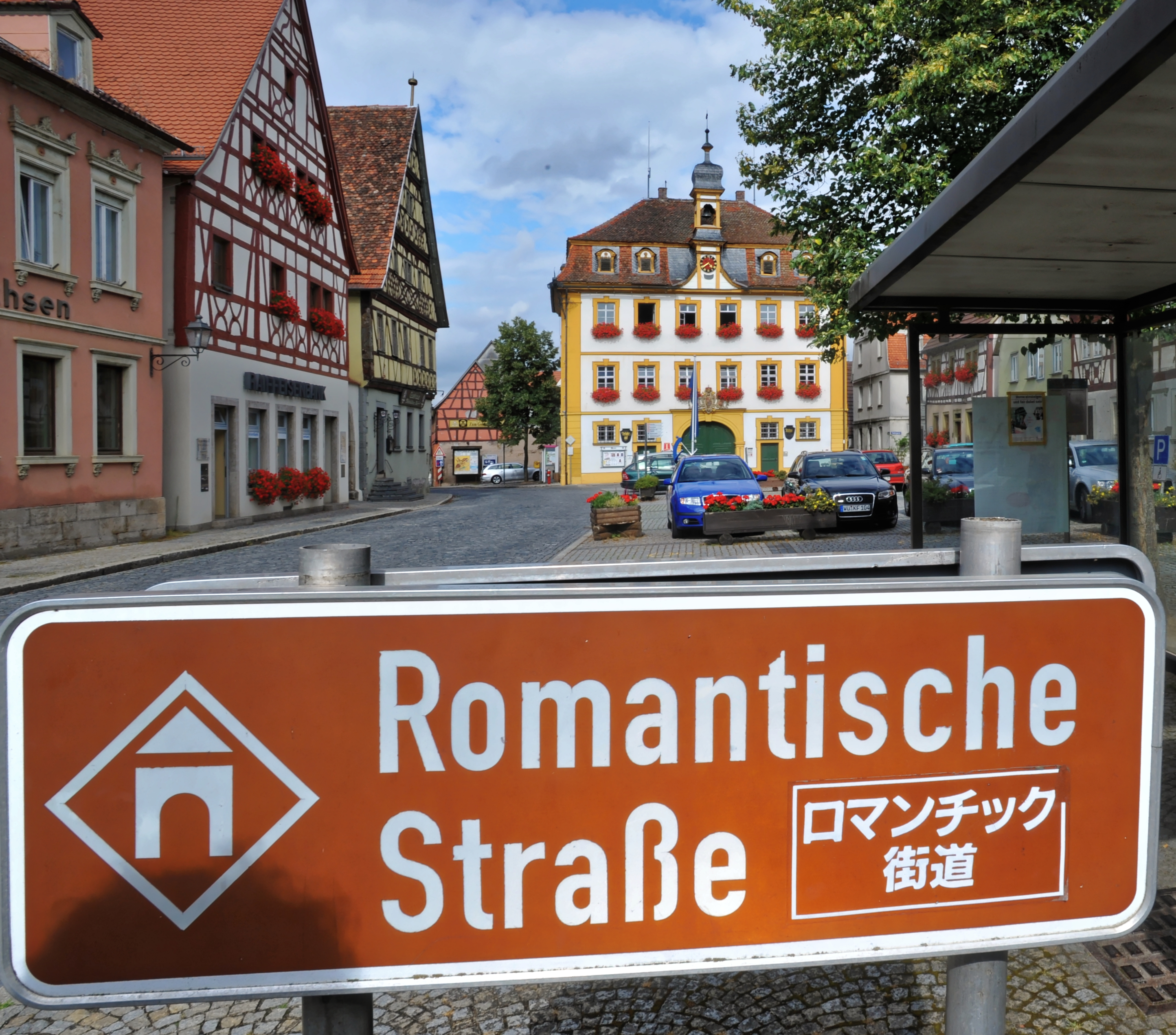

- Erlebnisstraße der deutschen Einheit
- Idyllische Straße
- Käsestraße Schleswig-Holstein
- Klosterroute Nordschwarzwald
- Loreley und Burgenstraße
- Märkische Eiszeitstraße
- Moselweinstraße
- Motorradstraße Deutschland
- Nibelungen-Siegfriedstraße
- Niedersächsische Spargelstraße
- Niedersächsische Mühlenstraße
- Oranier-Route
- Osning-Route
- Porzellanstraße
- Romantische Strasse
- Route der Rheinromantik
- Route der Industriekultur
- Römerstraße Neckar-Alb-Aare
- Sächsisch-Böhmische Silberstraße
- Schwäbische Albstraße
- Sächsische Weinstraße
- Schwarzwald-Bäderstraße
- Schwarzwaldhochstraße
- Schwedenstraße
- Sisi-Straße
- Straße der Staufer
- Straße der Weserrenaissance
- Straße der Romanik
- Straße der deutschen Sprache
- Straße der Megalithkultur
- Via Claudia Augusta
- Weinstraße Saale-Unstrut
- Westfälische Mühlenstraße
- Württemberger Weinstraße

## Frankrijk
- Route des Grandes Alpes
- Route des Grands Crus
- Route des Vins d'Alsace
- Route des Crêtes
- Circuit des Bastides

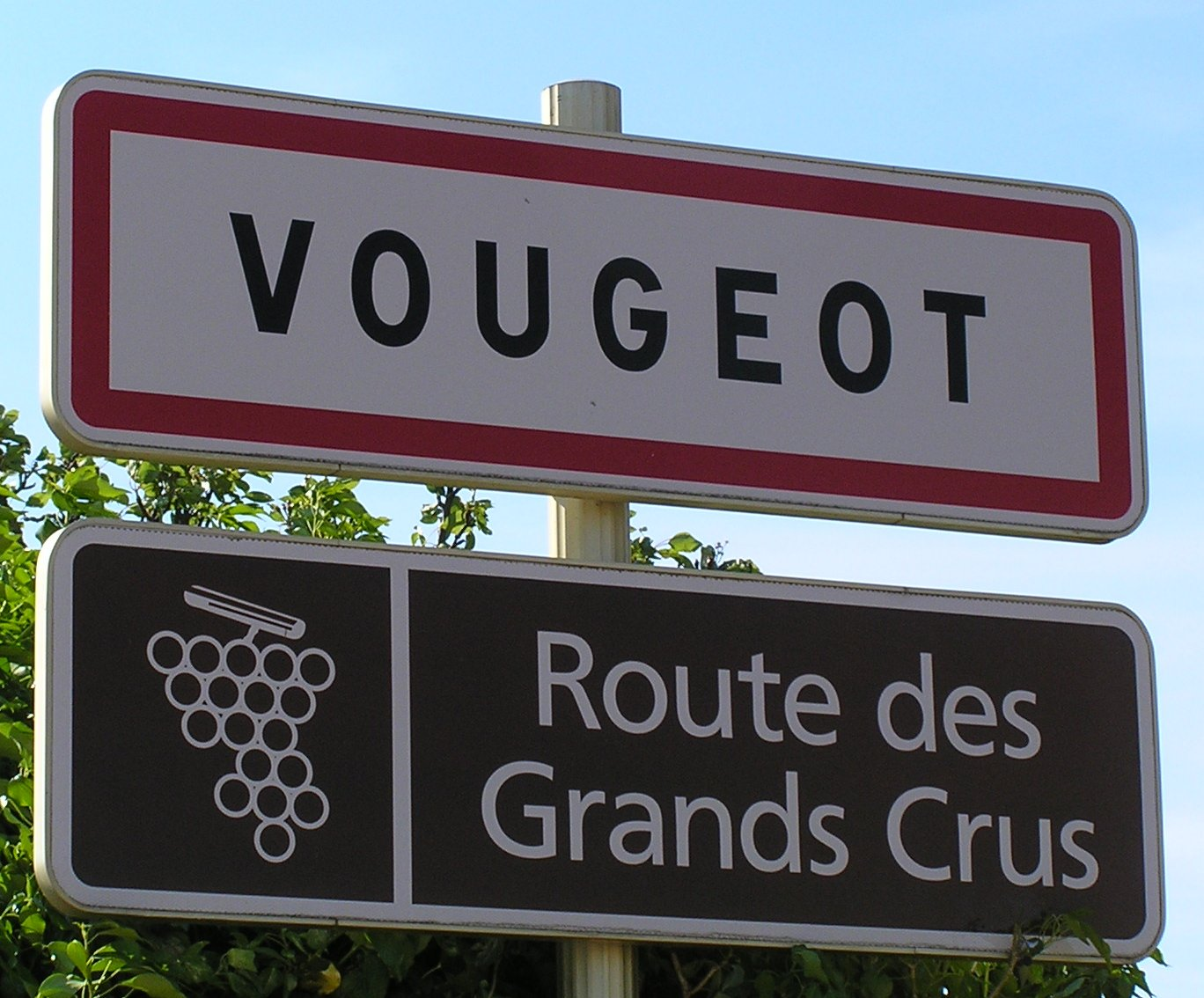

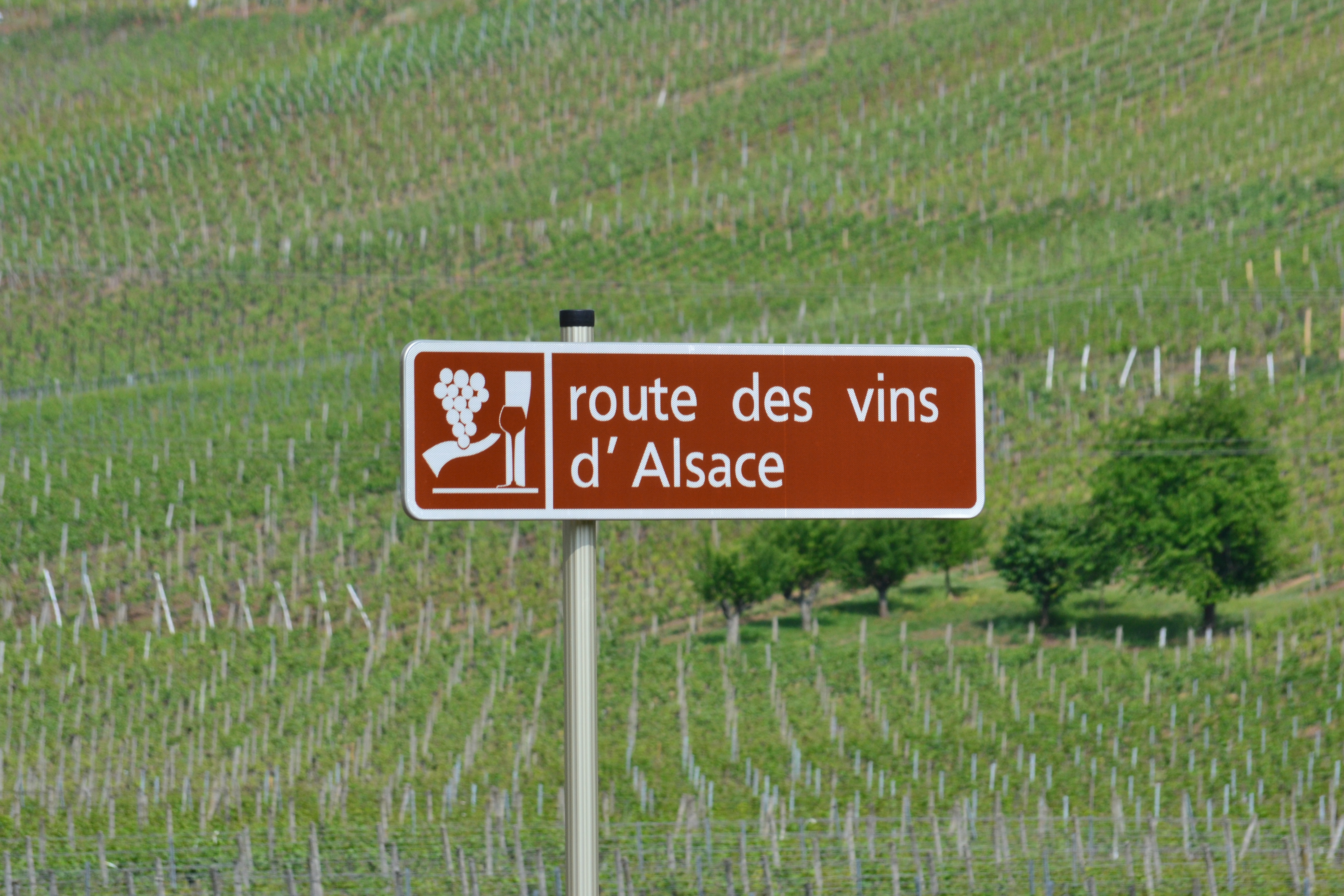

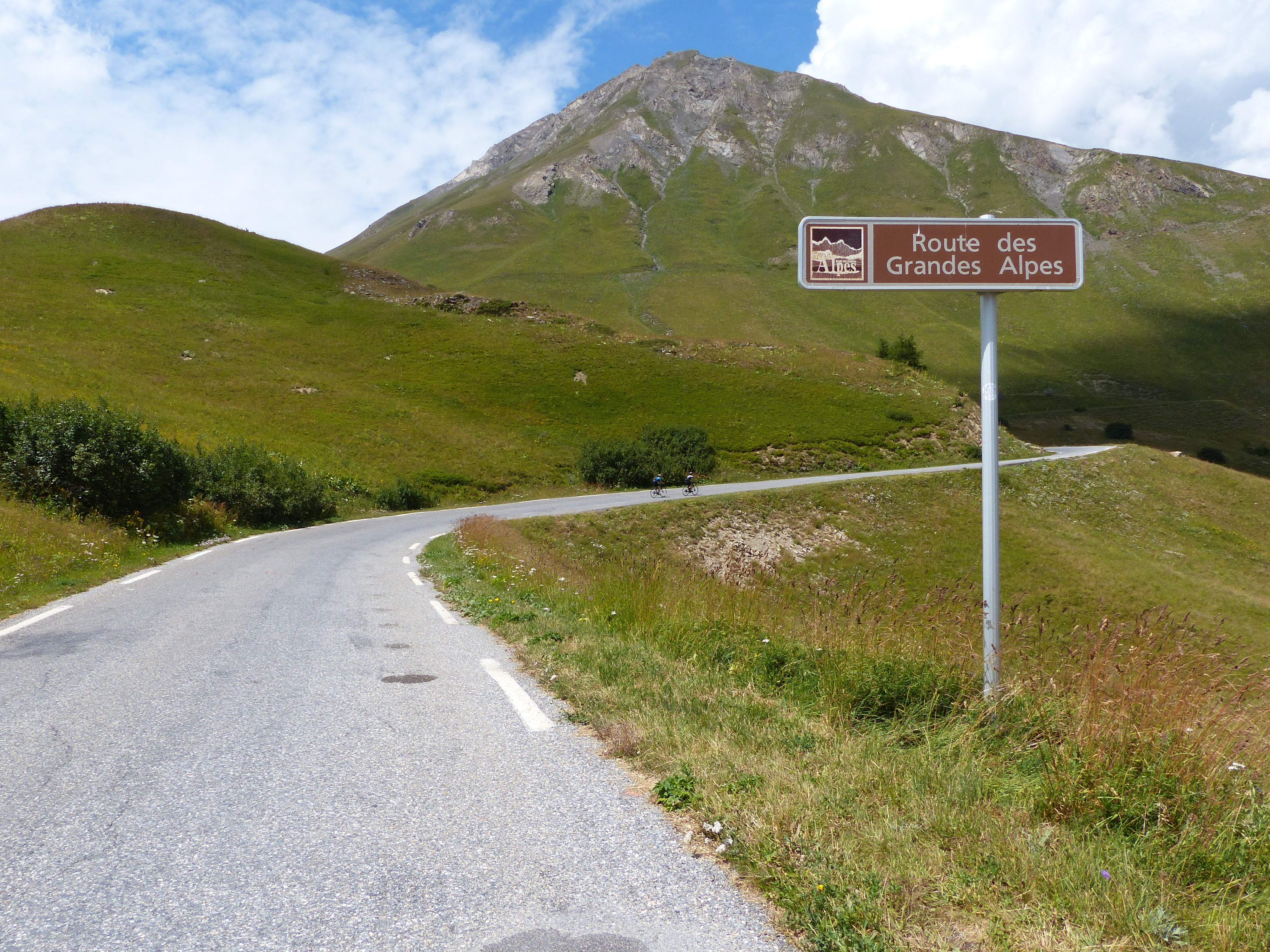

- Circuit de la Campagne Buissonière
- Circuit Brandes et Bocages
- Route du Crémant
- Route touristique du Champagne
- Route des Vins du Beaujolais
- Route des Vins en Côte roannaise
- Routes du Vin de Bordeaux
- Route des Vins des Côtes du Rhône
- Route des Vins en Roussillon
- Route des Vins de Moselle
- Route Jacques Coeur
- Route du Haut-Limousin
- Route Larzac et Dourbie
- Chemins du Baroque
- Route du Cidre
- Route des Fromages A.O.P. d'Auvergne
- Circuit du vignoble gaillacois
- Route des Fromages de Savoie
- Route des vignobles Touraine-Val de Loire
- Route du Fromage A.O.C. Ossau-Iraty
- Route du Chabichou et des fromages de chèvre
- Routes du comté
- Route des cols
- Route des Coteaux de Puilly-Sancerre
- Route de la Loire
- Route des Vins du Val de Loire
- Route des vins et villages de l'Anjou

Andere buitenlandse voorbeelden zijn onder andere de Margrietroute,  Grand Tour of Switzerland, Grand Tour du Luxembourg, Wild Atlantic Way, Ring of Kerry, Großglockner Hochalpenstraße, Camino del Cid, Camino de la Lengua Castellana, Spaanse wijnroutes, Italiaanse wijnroutes, Rota do Vinho do Porto, North Coast 500, Causeway Coastal Route, Noorse Nationale toeristenwegen, Europese Culturele Routes.